# Meghan Murphy
Meghan Emily Murphy, född 1978 eller 1979, är en kanadensisk skribent, journalist och grundare av den feministiska webbplatsen och podden Feminist Current. Hennes skrivande, föreläsningar och andra uttalanden har kritiserat tredje vågens feminism, manliga feminister, sexbranschen, utnyttjandet av kvinnor inom massmedia, censur och lagstiftning kring genus.
Murphy är baserad i Vancouver. Hon har bland annat skrivit för CBC News, The Globe and Mail, National Post, New Statesman och Quillette.

## Biografi

### Tidiga år
Meghan Murphy växte upp i Vancouver-området, med en far som var fackligt aktiv på sitt arbete hos Canada Post och en mor som arbetade med kulturadministration. Fadern definierade sig som marxist, modern som feminist.
Från 2004 studerade Murphy vid Simon Fraser University (SFU), och 2010 avlade hon fil.kand.-examen i kvinnostudier.
2012 slutförde hon en masterutbildning i genus, sexualitet och kvinnostudier, även denna gång hos SFU.

### Journalistik
Murphy inledde sin journalistiska karriär 2009. Hon arbetade då för det Vancouver-baserade F Word Feminist Media Collective; fram till 2012 skrev hon för dess blogg The F Word, och hon verkade som programledare, producent och redaktör för dess radioprogram. 2011 började hon skriva regelbundet för rabble.ca, och hon arbetade som dess poddproducent alternativt kvällsredaktör från november 2012 och fram till februari 2016.
Hennes texter har synts i ett antal olika publikationer. Detta inkluderar The Vancouver Observer, CBC News, Al Jazeera, New Statesman, Vice, The Globe and Mail, National Post och National Observer

### Feminist Current
2012 grundade Murphy Feminist Current, som en webbplats och podd. Den har beskrivit sig som "Kanadas ledande feministiska webbplats", och dess mission är att "leverera ett unikt perspektiv på manligt våld mot kvinnor, popkultur, politik, nyhetshändelser, sexualitet, genus och många andra ämnen som ofta är underrepresenterade eller felrepresenterade inom etablerade, progressiva och feministiska medier".

## Åsikter och politik
Murphy har identifierat sig som socialistisk feminist. Anno 2022 definierade hon sig som en före detta vänsterpolitisk aktivist. Hennes tidigare vänsterkopplingar löstes successivt upp via påverkan från hennes oförsonliga motstånd mot både sexbranschen och transaktivism.

### Syn på triggervarningar, sexism och samtida feminism
Murphy har argumenterat för att triggervarningar är att likna vid censur. Hon har skrivit om åldersdiskriminering inom feminismen och kritiserat  liberalfeminismen. Hon har stött Metoo-rörelsen och ifrågasatt om män verkligen kan vara feminister.
Hon har uttalat sig starkt kritiskt emot aktivistgruppen Femen som hon menar "gjorde feminismen smältbar för den manliga blicken", i sin "vision av en kvinnlig frigörelse som liknar en sexig, naken, small, vit och blond kvinna". I januari 2017 argumenterade Murphy, i samband med en Washington Post-ledare som hyllade mäns deltagande i den stora kvinnomarschen, emot eftergifter för att göra män bekväma med feminismen. Det är inte kvinnor som behöver anpassa sig, menade hon.
Murphy har även kritiserat den tredje vågens feminism. Hon har tolkat den som ett bakslag och en backlash emot andra vågens feminism och radikalfeminismen. Bland annat kritiserade hon Slutwalk och försöket att återerövra ett ord som använts för att skambelägga kvinnor. Hon är på det hela taget kritisk emot sexpositiv feminism och anmärkte 2013 att: "Hela den här burlesk/sexarbete är stärkande/feministisk porr-aspekten hos den tredje vågen gör hela rörelsen till ett skämt." Hon har även benämnt vissa samtida rörelser och aktivismer som "kultartade" i deras försök att hindra debatten genom att klistra på benämningen "fobisk" eller "skambeläggande" på meningsmotståndare. 2013 kallade hon Twitter "en hemsk plats för feminismen /…/ intellektuell lättja uppmuntras, överförenkling har gjorts till norm, poserande är själva utgångspunkten och mobbning belönas".

### Om sexbranschen
Hon är starkt kritisk emot sex- och porrbranschen, som hon ser som" oundgängligen misogynt och utnyttjande". När Hugh Hefner avled 2017, kallade Murphy honom för "en miljardär som profiterade på kvinnors underordning". I en intervju 2018 med CBC Radio-programmet The Current menade hon att sexdockor kunde minska mäns empati för kvinnor genom att visa fram dem som objekt. Hon har uttryckt sitt stöd för den nordiska modellen kring prostitution, där sexköp men inte prostitution är kriminaliserat.

### Motstånd mot transaktivism
Murphy är kritisk emot lagstiftning kring genusidentitet. I maj 2017 framträdde hon inför Kanadas senat, tillsammans med Hilla Kerner från Vancouver Rape Relief & Women's Shelter: detta var ett försök att emotsätta sig lagförslaget Bill C-16, planerad att skriva in könsidentitet och könsuttryck som begrepp i Kanadas lagstiftning. Hon uttalade sig inför senaten om "Att behandla kön/genus som antingen ett inre eller personligt beslut är farligt och bidrar till att missförstå hur och varför kvinnor förtrycks under patriarkatet som en klass av människor. /…/ Kvinnors och flickors rättigheter skjuts åt sidan i anpassandet efter en trend".
Två år senare bjöds hon in till Skottlands parlament för att tala i frågan om könsidentitetslagar och deras påverkan på kvinnors rättigheter.

#### Blockering från Twitter
Under andra halvåret 2018 förändrade Twitter sin policy angående hatiskt beteende och trakasserier. Därefter infördes ett förbud mot att titulera en transperson med felaktigt pronomen eller namn från före transitionen. Från och med augusti samma år meddelade Murphy att hennes Twitter-konto blivit låst vid flera tillfällen, efter att hon twittrat om frågor som berör transpersoner. I november låstes hennes konto permanent, efter att hon refererat till transkvinnan Jessica Yaniv som "han". Därefter stämde hon Twitter i ärendet; hon överklagade domstolens första beslut till hennes nackdel.
Hennes Twitter-konto återställdes till aktivt skick den 20 november 2022.

## Offentliga framträdanden och protester
Murphys offentliga framträdanden har vid flera tillfällen blivit föremål för protester, bland annat i Vancouver och Toronto. I båda städerna har HBTQ-relaterade organisationer kritiserat offentliga bibliotek för att ha gett plats åt Murphys offentliga framträdanden. Beslutet i Toronto att bjuda in Murphy rönte också kritik från stadens borgmästare John Tory.